# Підземне сховище Туз-Голу
Підземне сховище Туз-Голу — об'єкт нафтогазової інфраструктури Туреччина. Друге за часом створення підземне сховище газу (ПСГ) в країні.
Зберігання газу у Туз-Голу відбувається на глибині близько 1000 метрів у пустотах, створених шляхом розмивання соляних відкладень. Останні мають товщину від 700 до 1500 метрів, при цьому вершини соляних куполів (діапірів) знаходяться на глибині 700 метрів.
ПСГ почало роботу у 2017 році та наразі має 6 підземних каверн, де при максимальному тиску 20,5 МПа може зберігатись 600 млн м3 газу. Максимальний добовий відбір при цьому становить 20 млн м3. На 2021 рік заплановане введення в експлуатацію ще 6 каверн, що збільшить об'єм сховища до 1,2 млрд м3.
Сполучення з газотранспортною системою країни відбувається за допомогою перемички до трубопроводу Кайсері — Ізмір, який проходить за 19 км від місця розташування сховища.
До 2023 року планують спорудити наступні 40 каверн та збільшити сховище до 5,4 млрд м3. У цьому масштабному проєкті для розмивання соляних покладів використовуватиметься прісна вода, подана по трубопроводу довжиною 130 км та діаметром 1300—1400 мм від водосховища греблі Хірфанли на річці Кизил-Ирмак. Загалом необхідна подача 10—12 млн м3 води на рік, що, втім, становить лише 0,5 % притоку до зазначеної водойми. По завершенні будівництва ПСГ трубопровід від греблі Хірфанли буде перепрофілійований для забезпечення потреб іригації та водопостачання. Отримана внаслідок вимивання солі ропа транспортуватиметься по іншому трубопроводу такого саме діаметру довжиною 45 км та скидатиметься до соленого озера Туз-Голу (останнє отримує приток підземних вод, які контактують з тією самою соляною формацією, тому подача сюди розчину з будівництва ПСГ не матиме суттєвого впливу на довкілля). Для сполучення із ГТС повинні облаштувати нову перемичку довжиною 21 км та діаметром 1000 мм.